# Demonstratie van Surinaamse Patriotten in Den Haag
De demonstratie van Surinaamse Patriotten vond op 18 december 1986 plaats op het Binnenhof in Den Haag.

## Diplomatieke spanningen
Vijf maanden eerder, in de nacht van 21 op 22 juli 1986, was de Binnenlandse Oorlog begonnen met een aanval van het Junglecommando onder leiding van Ronnie Brunswijk bij Stolkertsijver. Na een grondige analyse geloofde de Surinaamse regering-Radhakishun dat de acties van het Junglecommando vanuit Nederland werden voorbereid en uitgevoerd.
Op 12 december 1986 had de Surinaamse ambassadeur Henri Guda een brief naar secretaris-generaal Javier Pérez de Cuéllar van de Verenigde Naties geschreven waarin Nederland werd beschuldigd toe te laten dat groepen in Nederland plannen en een begin maakten om de Surinaamse regering omver te werpen. De Nederlandse minister Hans van den Broek van Buitenlandse Zaken ontkende op circa 23 december de beschuldigingen per brief aan Perez de Cuellar.

## Eisen van de demonstranten
De demonstratie van 18 december was georganiseerd door de Liga van Surinaamse Patriotten, die het militaire regime in Suriname steunde en geloofde dat Nederland, Frankrijk en de Amerikaanse geheime dienst CIA zich wilden mengen in de situatie in Suriname. De demonstranten droegen spandoeken met leuzen als "Stop huurlingenactie in Suriname", "Tegen racisme en neo-kolonialisme", "Geen inmenging van CIA in Sranang" en "Nederland, Frankrijk, USA, handen af van Suriname."
De demonstranten eisten dat Nederland achter legeraanvoerder Desi Bouterse zou gaan staan en de steun aan het Junglecommando zou staken. De Liga zou in Suriname hebben opgevangen dat Nederland gewapende interventies in Suriname aan het voorbereiden was. Verder wilden ze van premier Ruud Lubbers dat de Nederlandse regering veiligheidsgaranties zou bieden aan vluchtelingen die het Junglecommando niet ondersteunden, waarbij met name de inheemse Surinamers werden genoemd. Daarbij dreigde de Liga dat "een agressiedaad tegen het Surinaamse volk, waar Nederland de hand in heeft, verregaande consequenties kan hebben" voor de Surinaamse diaspora in Nederland.